# Desultory
Desultory (engl.: planlos/unzusammenhängend) ist eine Death-Metal-Band aus Schweden.

## Bandgeschichte

### 1989 bis 1996
Die Band wurde 1989 gegründet. Im Jahr 1990 nahm die Band die ersten zwei Demos „From Beyond“ und „Death Unfolds“ auf, 1991 folgte „Visions“. Das schwedische Plattenlabel „House of Kicks“ veröffentlichte Ende 1991 eine EP mit dem Titel „Forever Gone“, das ausschließlich Stücke der drei Demos enthielt und auf 1.000 Stück limitiert war. Kurz darauf unterschrieb die Band einen Plattenvertrag bei Metal Blade und im Februar 1993 erschien das Debüt-Album „Into Eternity“. In dem Titel „Depressions“ war Matti Kärki von Dismember als Gastsänger zu hören.
Nach einer Europa-Tournee mit Fear Factory folgte im Sommer 1994 das zweite Album „Bitterness“. Nach der recht erfolgreichen Tournee mit Samael und Cannibal Corpse verließ Gitarrist Stefan Pöge 1995 die Band, da es unterschiedliche Auffassungen zwischen ihm und dem Rest der Band über die musikalische Entwicklung gab. Auf der darauf folgende Tournee spielte Håkan Morberg Rhythmus-Gitarre, als Session-Bassist wurde Johan Bolin engagiert. Das dritte Studioalbum „Swallow the Snake“ spielte die Band als Trio ein, im Oktober 1996 wurde es veröffentlicht.

### 1997 bis 2009 als „Zebulon“
Ende 1996 beschloss die Band, sich stilistisch vom Death Metal abzuwenden und benannte sich Anfang 1997 in Zebulon um. Als fester Bassist wurde Johan Bohlin engagiert, Håkan Morberg spielte fortan nur noch Gitarre. Durch das 1998 aufgenommene Demo wurde das Independent-Label People Like You, ein Sublabel von Century Media, auf die Band aufmerksam und nahm sie unter Vertrag. Ende 1999 hatte die Band ihren ersten Live-Auftritt unter dem neuen Namen als Vorband von Entombed, Anfang 2000 erschien die EP „Cape Canaria“. 2001 erschien das Album „Volume One“ und nach Überwindung vielerlei Probleme bei den Aufnahmen 2004 ein weiteres Album namens „Troubled Ground“. Danach wurde es recht still um die Band.

### Ab 2009
Anfang 2009 benannte sich die Band wieder in Desultory um und unterzeichnete einen Vertrag für zwei Alben bei Pulverised Records. Håkan Morberg wird zukünftig Leadgitarrist sein, die Aufgabe des Bassisten übernimmt Johan Bohlin. Weiter zum Line-up gehören Sänger und Gitarrist Klas Morberg und Schlagzeuger Thomas Johnson.

## Stil
Die ersten beiden Alben gelten als typische schwedische Death-Metal-Alben. Auf dem letzten Album spielen Desultory Death ’n’ Roll im Stil von Entombed zu Zeiten von Hollowman.
Als Zebulon spielte die Band keinen Death Metal mehr, sondern klassischen Heavy Metal mit Einflüssen aus dem Punkrock und dem Stoner Rock.

## Diskografie
als Desultory
- 1992: Forever Gone (EP)
- 1993: Into Eternity
- 1994: Bitterness
- 1996: Swallow the Snake
- 2011: Counting Our Scars
- 2017: Through Aching Aeons

als Zebulon
- 2000: Cape Canaria (EP)
- 2001: Volume One
- 2004: Troubled Ground